# Nanomir
Nanomir es un pueblo ubicado en el municipio de Mionica, distrito de Kolubara, Serbia.

## Superficie
Cuenta con una superficie de 2,492 kilómetros cuadrados.

## Demografía
Hasta 2022 la población era de 171 habitantes, con una densidad de población de 68,62 habitantes por kilómetro cuadrado.
| 353                                                             | 368 | 389 | 391 | 346 | 281 | 239 | 292 | 171 |
| (Fuente: Population statistics of Eastern Europe & former USSR) |     |     |     |     |     |     |     |     |